# Temple de Kalabsha
El temple de Kalabsha, també conegut com a temple de Mandulis, és un antic temple egipci que es trobava originàriament a Bab al-Kalabsha (‘Porta de Kalabsha’), uns 50 quilòmetres al sud d'Assuan. El temple estava situat a la riba oest del riu Nil, a Núbia, i es construí a l'entorn del 30 ae, durant la primera època dels romans. Encara que s'edificà durant el regnat d'August, mai es conclogué.

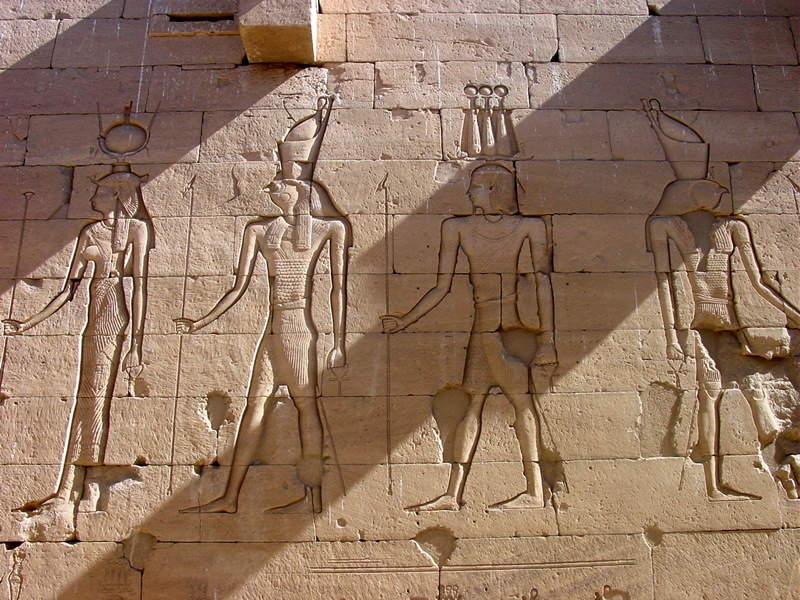
Relleu tallat al temple de Kalabsha

El temple era un homenatge a Mandulis (Merul), déu del sol de la baixa Núbia. S'edificà damunt d'un santuari anterior d'Amenofis II. Fa 76 m de llarg i 22 d'ample.
Tot i que l'estructura se'n remunta a l'època romana, conté molts relleus com «un gravat d'Horus que ix de les canyes d'un mur cortina» del temple. Kalabsha té un «santuari de cambres; una escala condueix al terrat del temple», des d'on es pot veure una esplèndida vista del temple i el llac sagrat. Als murs se n'han inscrit alguns registres històrics, com «una llarga inscripció tallada pel governador romà Aureli Visarió l'any 250, que prohibeix els porcs al temple», així com una inscripció del «rei nubià Silk, tallada al s. V i el registre de la seua victòria sobre els blemis i una imatge d'ell vestit com un soldat romà a cavall». Silk era el rei cristià del regne nubià de Nobàtia.

## Ús posterior i moviment dels temples
Quan el cristianisme s'introduí a Egipte, el temple va ser utilitzat com a església.
Amb l'ajut d'Alemanya, el temple de Kalabsha es traslladà després que es construí la presa d'Assuan, per protegir-lo de la crescuda de les aigües del llac Nasser. El temple és ara al sud de la presa. El procés de traslladar-lo durà més de dos anys. El temple de Kalabsha era el temple més gran independent de la Núbia egípcia (després d'Abu Simbel), que també fou traslladat. Encara que l'edifici mai s'acabà, «es considera un dels millors exemples de l'arquitectura egípcia de Núbia».

## Galeria d'imatges

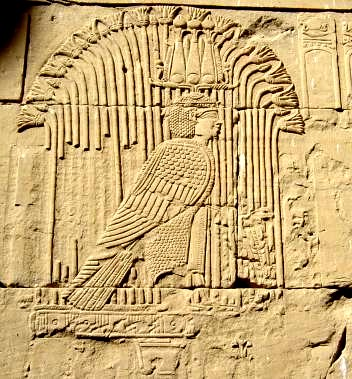
Els déus nubians al temple de Kalabsha
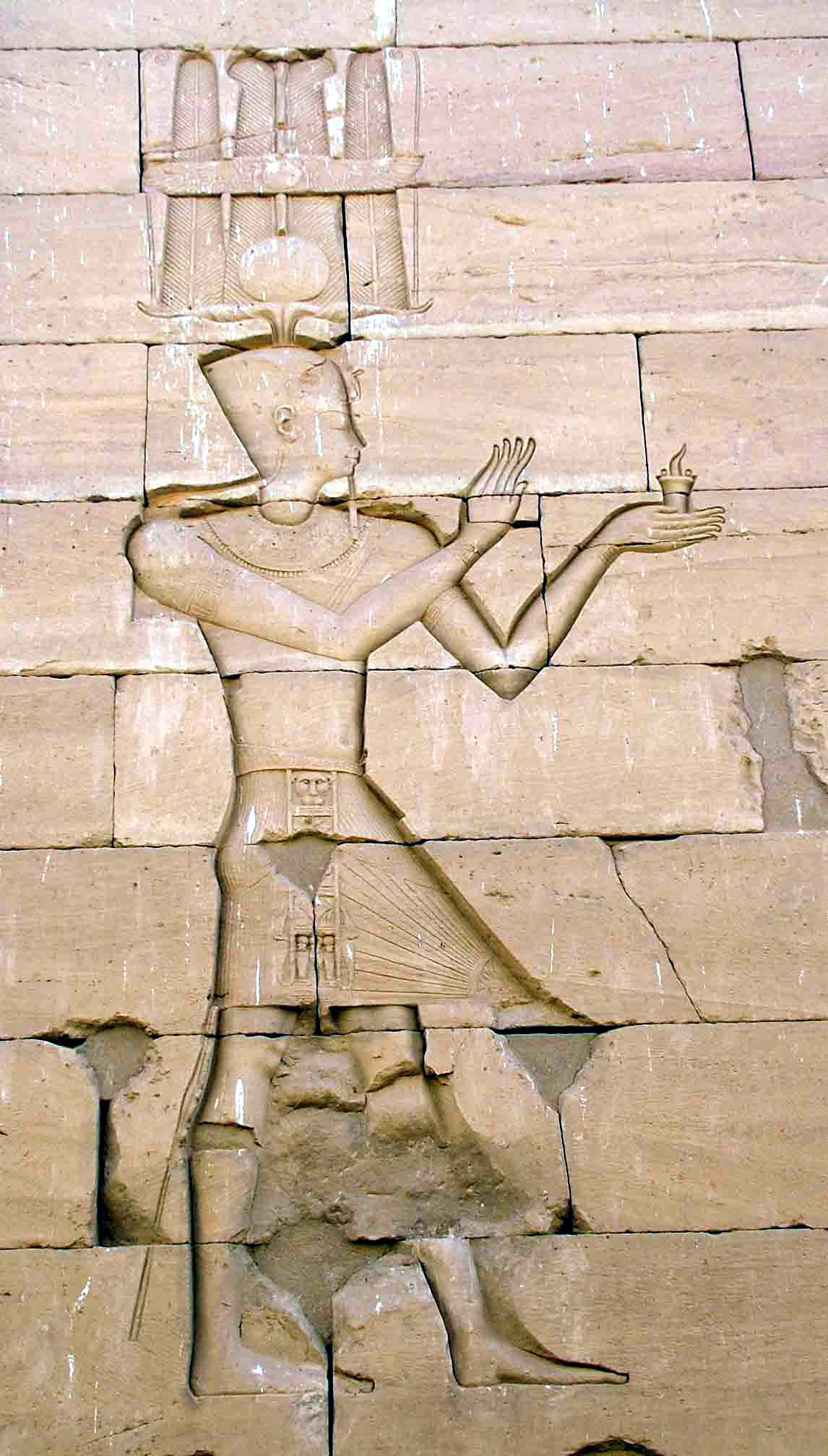
Relleu d'August a Kalabsha
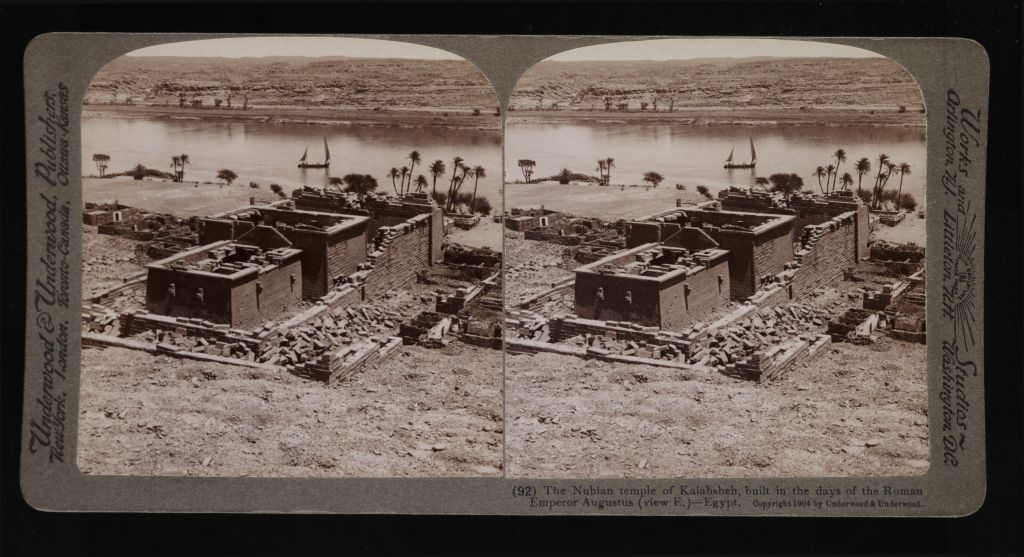
Temple de Núbia amb Nil i vaixell de fons
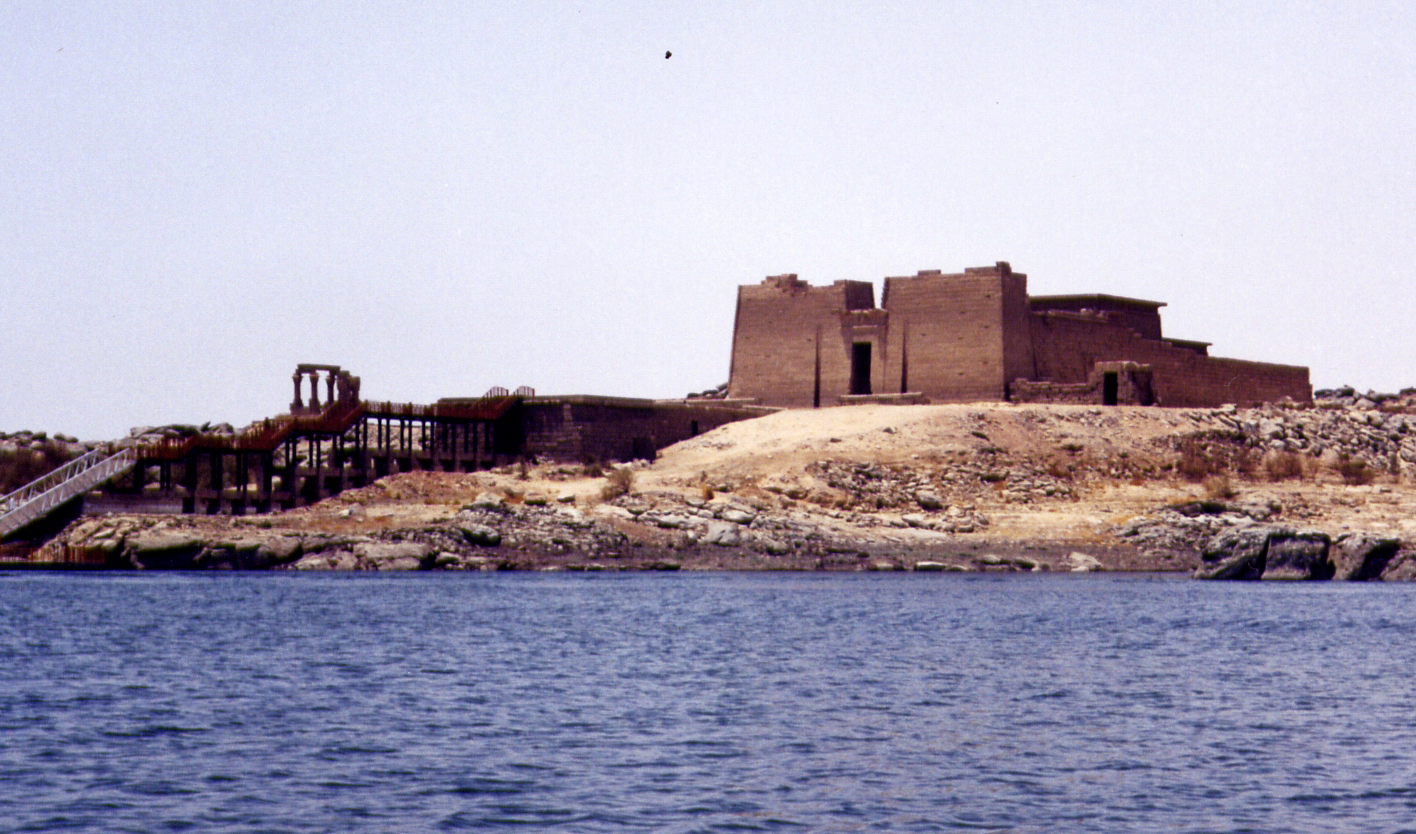
Temple de Kalabsha